# クッティッタ・カップ

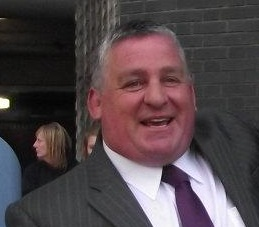
マッシモ・クッティッタ (1966–2021)

クッティッタ・カップ（Cuttitta Cup）は、ラグビーユニオンのイタリア代表とスコットランド代表との対戦で争われる。シックス・ネイションズの一環として行われており、勝者にトロフィーが授与される。2022年創設。

## 概要
この賞の由来となったマッシモ・クッティッタ（Massimo Cuttitta）は、1990年から2000年までにイタリア代表のプロップとして70キャップを獲得した選手である。
マッシモ・クッティッタは、ワールドカップ1991と1995にも出場。イタリアが加わって「シックス・ネイションズ」となった2000年の初戦（大会第1試合）にも出場し、スコットランドに34対20で勝利した。その後、2006年まで国内クラブチームでプレーを続け、イタリア代表キャプテンを22回務めた。
引退後の2009年から6年間は、スコットランド代表チームのスクラムコーチを務めた。このように、イタリアとスコットランドの両方に縁のある人物である。
2021年4月11日、マッシモ・クッティッタは新型コロナウイルス感染症により54歳で死去した。
2022年、第1回クッティッタ・カップをイタリアで開催。以降、スコットランドと交互に開催している。
この賞の創設により、スコットランドはシックス・ネイションズにおいて、5試合すべてが何らかの2国間トロフィー（Rivalry Trophies）をかけた試合となった。

## トロフィーのデザイン
トロフィーは、ドッディ・ウィアーカップと同じHamilton & Inches製。左右の持ち手は、それぞれ1番プロップ、3番プロップの各選手が頭を下げてスクラムを組んでいる形をなしている。

## 結果
2025年まで4回対戦が行われ、スコットランド3勝、イタリア1勝。引き分けの場合は、どちらも勝者にはならない。
| 回 | 年   | 開催日  | 勝者           | 得点 ホーム対アウェー | 会場                                         | レポート      |
| -- | ---- | ------- | -------------- | --------------------- | -------------------------------------------- | ------------- |
| 1  | 2022 | 3月12日 | スコットランド | 22–33                 | スタディオ・オリンピコ（ローマ）             | [ 8 ] [ 9 ]   |
| 2  | 2023 | 3月18日 | スコットランド | 26–14                 | マレーフィールド・スタジアム（エディンバラ） | [ 10 ] [ 11 ] |
| 3  | 2024 | 3月9日  | イタリア       | 31–29                 | スタディオ・オリンピコ（ローマ）             | [ 12 ] [ 13 ] |
| 4  | 2025 | 2月1日  | スコットランド | 31–19                 | マレーフィールド・スタジアム（エディンバラ） | [ 14 ] [ 15 ] |